# 近野誠一郎
近野 誠一郎（こんの せいいちろう、10月4日 - ） は日本の男性声優、俳優 。東京都出身。アーティストクルー所属。

## 人物
『爆走兄弟レッツ&ゴー!!』で職業としての声優を初めて意識した。

## 出演作品

### CD
- アイドリズムキャラクターCD （岬アレクシス）

### アプリ
- トムス・エンタテインメント アプリ アイドリズム （岬アレクシス）
- ファンタジースクワッド（ジェイク/ルーク/ターミン）
- ブレイブダイアリー（主人公/死神/他多数）
- 軍神召喚アークナイツ（ルシファー/ケルブ）
- バトって!オトギ戦争（桃太郎）
- モンスターストライク（2019年 - 2021年、トウテツ[3]）

### ゲーム
- 田舎の高校であった怖い話（B君）

### デジタルコミック
- 野いちご・ベリーズカフェチャンネル
  - お気の毒さま、今日から君は俺の妻（2020年、雨宮）
  - しあわせ食堂の異世界ご飯（2021年、ローレンツ）
  - 秘めごとはいじわるに（2021年、上条遥斗）
  - 極甘オオカミは、悪いことを教えたい（2021年、西野遥日）
- りぼんチャンネル
  - ハニーレモンソーダ（2020年 - 、三浦界）
  - キスで起こして。（2020年 - 、一葉冬眞）
  - 絶叫学級 転生（2020年 - 、秋元楽）
  - スイート・スイートキャット（2020年、風村）
  - 私を好きな海の神様（2020年、藍玉様）
  - ガラス色の、あした（2021年、羽賀）
  - 1番になりたい（2021年、蓮）
  - 極上男子は、地味子を奪いたい。（2022年、長王院天聖）

### ボイスドラマ
- みらい文庫ちゃんねる 九死一生ゲーム（2021年、京本柊也）

### CM
- ガンホー・オンライン・エンターテイメント（サウンドロゴ[1]）
- COMGS（サウンドロゴ[1]）
- 「爽健美茶」（歌[1]）
- 「ミネラル麦茶」（歌[1]）
- 「S&B シチューの王子さま」（歌[1]）等
- 「三ツ矢サイダー」（声[1]）
- 「Gung Ho」（声[1]）

### 音声ガイダンス・ナレーション
- コニカミノルタ　（製品説明映像）
- ブラザー教育動画　（先輩）
- 株式会社ライダーズ・サポート・カンパニー　（ラジオ用CMナレーション）

### 吹き替え
- ダンスオフ　（ジョシュ）

### 舞台
- 朗読劇「星降る夜の朗読劇」 とらのあなイベントホール
- 朗読劇「妖怪百声物語～第五夜～」 他

### ラジオ
※はインターネット配信。
- アーティストクルーのトレジャーラジオ（2017年 - 2019年、市川うららFM）